# Macromitrium neo-caledonicum
Macromitrium neo-caledonicum là một loài rêu trong họ Orthotrichaceae. Loài này được Besch. mô tả khoa học đầu tiên năm 1873.